# Trisetaria baregense
Trisetaria baregense là một loài thực vật có hoa trong họ Hòa thảo. Loài này được (Laffitte & Miégev.) Banfi & Soldano miêu tả khoa học đầu tiên năm 1994.